# Alpaida moata
Alpaida moata är en spindelart som först beskrevs av Chamberlin och Ivie 1936.  Alpaida moata ingår i släktet Alpaida och familjen hjulspindlar. Inga underarter finns listade i Catalogue of Life.